# 楠元正孝
楠元 正孝（くすもと まさたか、1972年5月25日 - ）は、大分朝日放送の社員で、同局の元アナウンサー。

## 来歴
鹿児島県鹿児島市出身。青山学院大学国際政治経済学部卒業、同大学院国際政治経済研究科博士課程修了。
1997年4月に大分朝日放送に入社し、同局のアナウンサーになる。アナウンサー時代には報道部のデスクも務めていた。
東京支社業務部への異動により、2016年2月いっぱいで報道部から離れた。2024年現在では大分へ戻って記者（部長職）を務めており、同年2月に県内で起きた事故の模様をニュースで伝えていた。

## アナウンサー時代の担当番組
- スポーツ中継（高校野球大分大会、Jリーグ 大分トリニータ戦、Fリーグ バサジィ大分戦） - 実況担当
- おおいた元気風
- OABプライムニュース[1]
- スーパーJチャンネルおおいた - キャスター。2008年に一度担当から外れ、2012年10月に再び就任[2]。
- れじゃぐる2[6]